# Samurou
Samurou é uma cidade e uma nagar panchayat no distrito de Thoubal & Imphal West, no estado indiano de Manipur.

## Demografia
Segundo o censo de 2001, Samurou tinha uma população de 14,232 habitantes. Os indivíduos do sexo masculino constituem 50% da população e os do sexo feminino 50%. Samurou tem uma taxa de literacia de 66%, superior à média nacional de 59.5%: a literacia no sexo masculino é de 78% e no sexo feminino é de 55%. Em Samurou, 16% da população está abaixo dos 6 anos de idade.